# Андрбаев, Нуриян Аюпович
Нуриян Аюпович Андрбаев (25 января 1936, Малый Аллагуват — 9 июня 2025) — советский архитектор. Заслуженный строитель Российской Федерации (1994). Лауреат Государственной премии РСФСР в области архитектуры (1987).

## Биография
Родился 25 января 1936 года в деревне Малый Аллагуват Стерлитамакского района Башкирской АССР.
Окончил Октябрьский нефтяной техникум (Башкирская АССР) и Всесоюзный заочный политехнический институт.
В 1987 году в составе группы стал лауреатом Государственной премии РСФСР в области архитектуры за проектирование и строительство нового здания Чувашского музыкального театра в Чебоксарах. Лауреатами также стали архитекторы В. А. Тенета и Л. В. Карсян; инженер-конструктор О. К. Смирнов и строитель И. Н. Друганкин.
В 1999 году основал Геологический музей в городе Чебоксары.
Умер 9 июня 2025 года в возрасте 89 лет.

## Награды

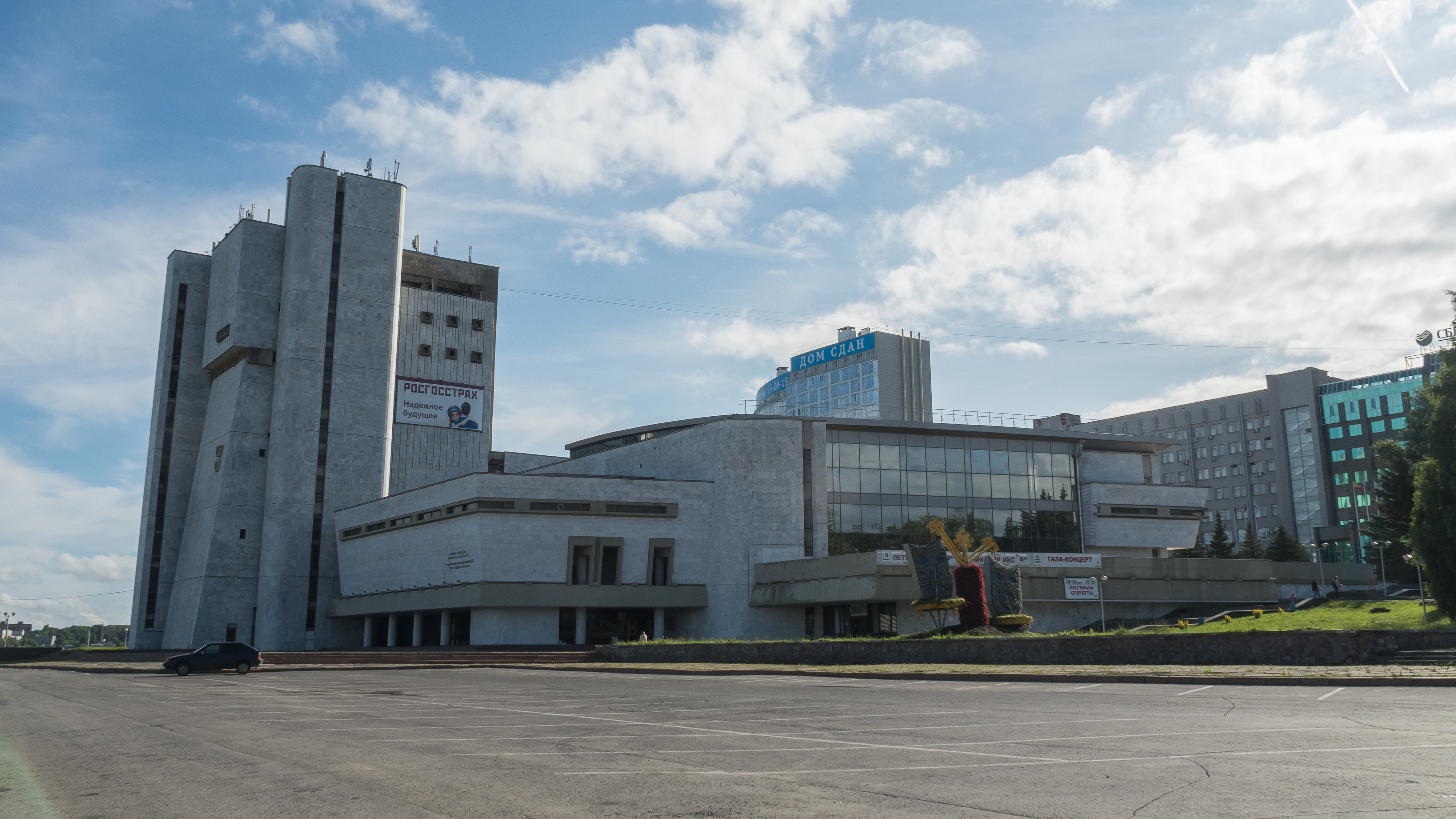
Новое здание Чувашского музыкального театра в Чебоксарах

- Государственная премия РСФСР в области архитектуры (1987)
- Заслуженный строитель Чувашской АССР (1986)
- Заслуженный строитель Российской Федерации (1994)
- Медаль ордена «За заслуги перед Чувашской Республикой» (2007)